# Pseudomys pilligaensis
Pseudomys pilligaensis là một loài động vật có vú trong họ Chuột, bộ Gặm nhấm. Loài này được Fox & Briscoe mô tả năm 1980.

## Hình ảnh

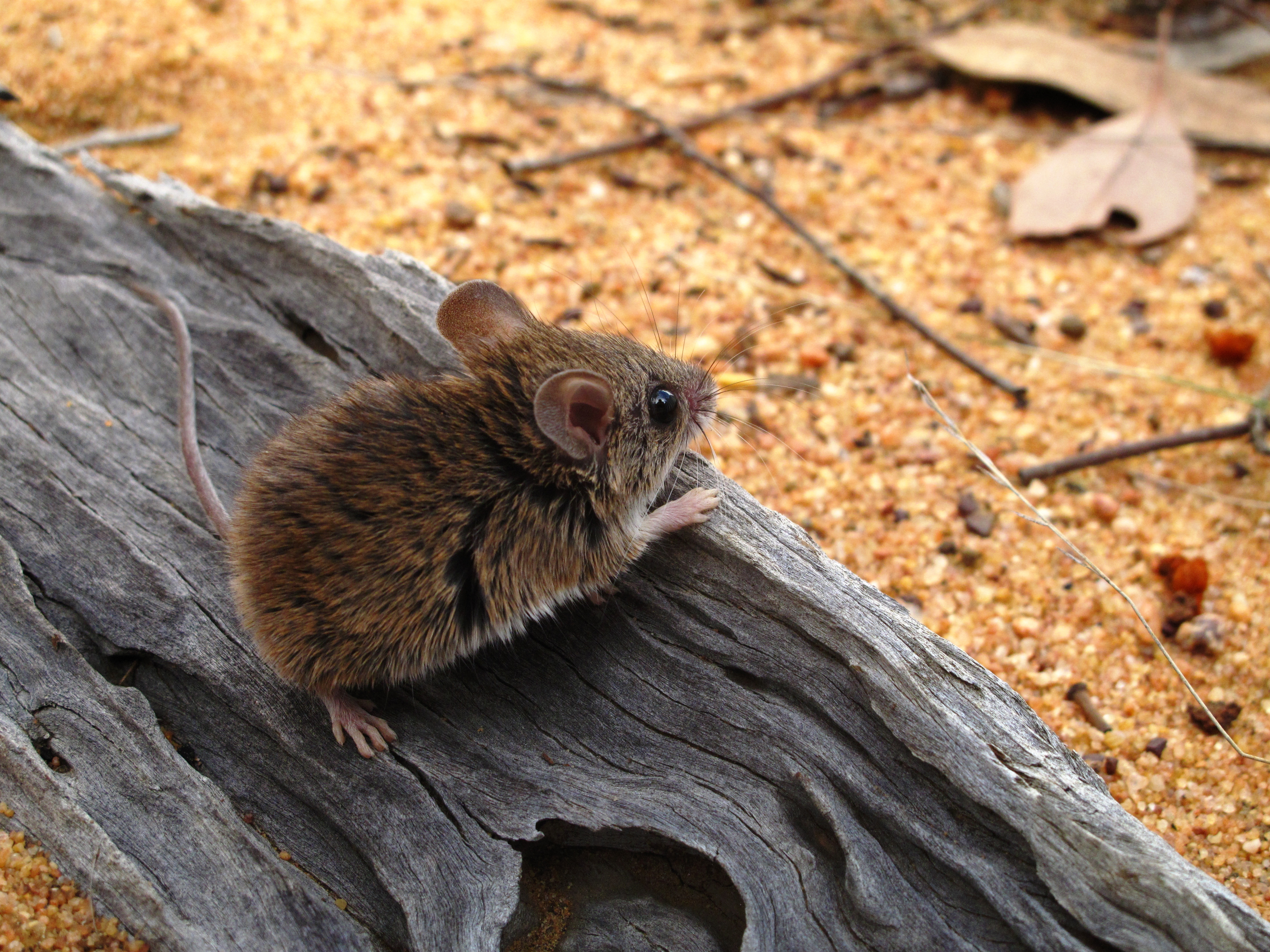